# Spiculum gastrale

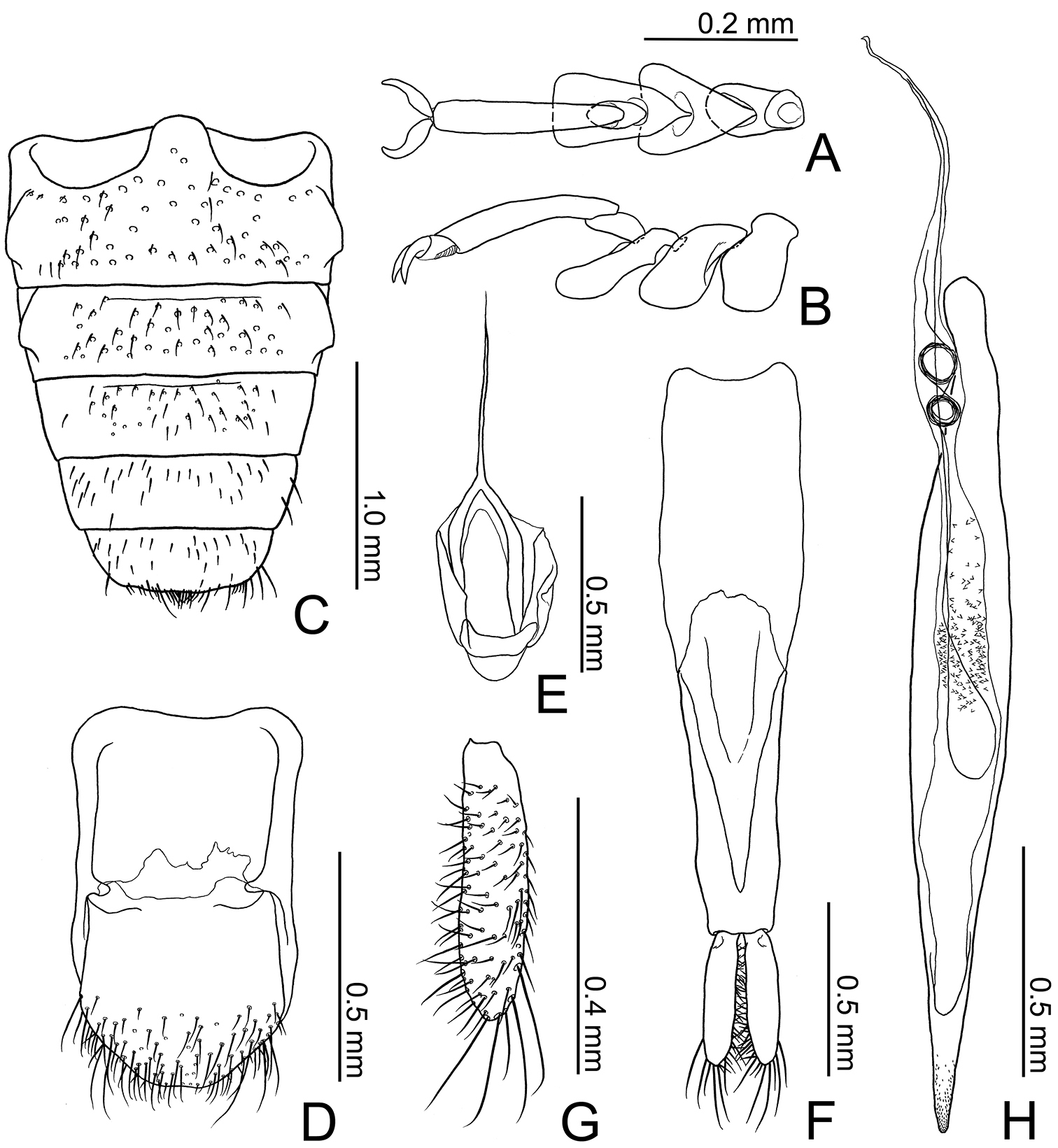
Cechy charakterystyczne samca Borneophanus spinosus z rodziny Silvanidae. Spiculum gastrale na rysunku E

Spiculum gastrale – element anatomiczny w końcowej części odwłoka (terminaliach) samców niektórych owadów z rzędu chrząszczy.
Spiculum gastrale jest apodemą wyrastającą po wewnętrznej stronie przedniej krawędzi płytki subgenitalnej, będącej w przypadku samców chrząszczy przekształconym sternitem dziewiątego segmentu odwłoka. Zwykle ma formę smukłej i wydłużonej podpórki.
W przypadku samic nazwa spiculum gastrale bywa stosowana dla podobnej apodemy położonej na ich płytce subgenitalnej. Jednak płytka subgenitalna samic jest przekształconym ósmym, a nie dziewiątym sternitem, w związku z czym jej apodema nosi osobną nazwę – spiculum ventrale; stanowi ona narząd homologiczny dla spiculum relictum samców i analogiczny dla spiculum gastrale samców.